# Маса Финалезе (Модена)
Маса Финалезе (итал. Massa Finalese) је насеље у Италији у округу Модена, региону Емилија-Ромања.
Према процени из 2011. у насељу је живело 4185 становника. Насеље се налази на надморској висини од 16 м.